# Autonome Sozialistische Sowjetrepublik der Komi

Republik Komi

Die ASSR der Komi (Autonome Sozialistische Sowjetrepublik der Komi) war eine autonome Sowjetrepublik in der Russischen Sozialistischen Föderativen Sowjetrepublik (RSFSR) innerhalb der Sowjetunion. Sie ging aus der 1921 gebildeten Autonomen Oblast der Komi (Syrjänen) hervor und bestand von 1936 bis 1991. Die Hauptstadt war Syktywkar. Die Komi sind ein finno-ugrisches Volk, sie machen etwa ein Drittel der Bevölkerung des Gebietes aus. Die Region in Nordwestrussland westlich des Urals ist 415.900 Quadratkilometer groß und wird heute von etwa 1,5 Millionen Menschen bewohnt. Drei Viertel des Landes sind waldbedeckt, weite Flächen versumpft. Im Abbauzentrum Workuta bei Uchta wird in großen Mengen Erdöl und Erdgas gefördert. Nach dem Zerfall der Sowjetunion Ende 1991 behielt die Region ihren Status bei und ist seitdem als Republik Komi Föderationssubjekt Russlands.